# Siamanthus siliquosus
Siamanthus siliquosus là một loài thực vật có hoa trong họ Gừng. Loài này được Kai Larsen và John Donald Mood miêu tả khoa học đầu tiên năm 1998.

## Phân bố
Loài này được tìm thấy trong rừng thường xanh, ở cao độ 800 m, khoảng 10 km về phía tây làng La Lok, huyện Su-ngai Padi, tỉnh Narathiwat, miền nam Thái Lan. Tên gọi trong tiếng Thái: สยามมนัส (sayam manut).

## Mô tả
Cây thân thảo có thân rễ mọc thành các cụm ken đặc, cao đến 1,5 m; thân rễ dạng sợi. Thân giả với ba bẹ; lưỡi bẹ trong mờ, dài 1,2–1,5 cm. Phiến lá hình mũi mác, dài đến ~60 cm; đỉnh nhọn; đáy thu nhỏ dần; mép có lông; như lụa ở mặt dưới; cuống lá dài ~1,5 cm. Cụm hoa ở đầu cành, rời, chứa tới 20 hoa; trục nhẵn nhụi, dài 20–25 cm. Hoa màu da cam ánh đỏ, đơn, lộn ngược; lá bắc con thô sơ, nằm ở khoảng giữa cuống hoa; cuống hoa dài đến ~3 cm. Đài hoa hình ống, dài 3–4 cm, xẻ tới khoảng nửa chiều dài, hai răng, dài 5–7 mm. Ống tràng hoa dài 5–6 cm; thùy lưng tương tự như cánh môi, dài 9 cm, quay xuống dưới; các thùy bên nối một phần với cánh môi tạo thành môi dưới, dài 2–3 cm; đỉnh gồm 3 thùy hình chỉ, thùy giữa dài 4 cm, các thùy bên dài 7 mm; không nhị lép ở bên. Chỉ nhị dài đến ~2 cm; bao phấn dài 2,5–3 cm. Bầu nhụy 3 ngăn; vòi nhụy nằm trong rãnh bên trong nhị, rời khỏi bao phấn. Quả nang thẳng, rủ xuống, dài 5–11 cm. Hạt có góc cạnh, dài ~2 mm.